# Cambiemos
Cambiemos (pronúncia espanhola: [kamˈbjemos]; espanhol para "Vamos mudar") foi uma coalizão política de centro-direita criada em 2015. Ela é composta da Proposta Republicana (PRO), a União Cívica Radical (UCR), e a Coalizão Cívica ARI (CC-ARI). Estes três partidos, respectivamente, liderados por Mauricio Macri, Ernesto Sanz, e Elisa Carrió, em agosto de 2015 realizaram eleições primárias, que foram realizadas para escolher qual seria o candidato da coalizão na eleição presidencial de 25 de outubro de 2015. Em 9 de agosto de 2015, Mauricio Macri foi escolhido como o candidato que representaria a Cambiemos nas eleições presidenciais; em 22 de novembro, ele ganhou a eleição presidencial.
Em 2019, os partidos integrantes do Cambiemos fundaram uma nova coligação eleitoral denominada Juntos por el Cambio